# Administration du cadastre et de la topographie
L'Administration du cadastre et de la topographie, abrégée en ACT, est une administration publique luxembourgeoise, rattachée au ministère des Finances et qui est responsable du cadastre et de la topographie.
Elle est principalement connue pour être responsable du cadastre du Luxembourg, mais aussi du nivellement général.

## Missions

### Fonctions
Comme sur le modèle français, l'administration met à disposition du public un Géoportail permettant la visualisation de données géographiques ou géolocalisées au Luxembourg,.
De même, depuis mai 2017, il existe un portail similaire concernant la Grande Région. Il est développé en coopération avec le Centre des technologies de l'information de l'État (CTIE) et le Landesamt für Vermessung und Geobasisinformation (de) de la Rhénanie-Palatinat.